# Kelly Willie
Kelly Willie (Houston, 7 september 1982) is een Amerikaanse sprinter die gespecialiseerd is in de 400 m. Zijn grootste overwinning behaalde hij in het Amerikaanse 4 x 400 m estafetteteam. Dankzij sterke Amerikaanse toppers als Andrew Rock, Derrick Brew, Darold Williamson, LaShawn Merritt, Jamel Ashley en Terry Gatson kwalificeerde hij zich nog niet individueel voor een groot internationaal evenement.
Op de Olympische Spelen van 2004 in Athene maakte hij deel uit van het Amerikaanse estafetteteam. Hij liep alleen in voorrondes, omdat zijn landgenoten Otis Harris en Jeremy Wariner moesten rusten om fit genoeg te zijn voor de finale. Vanwege zijn deelname aan de voorronde ontving hij de gouden medaille.
Op de wereldkampioenschappen indooratletiek 2008 in het Spaanse Valencia won hij met zijn teamgenoten James Davis, Jamaal Torrance en Greg Nixon als slotloper van de 4 x 400 m estafetteploeg een gouden medaille. Met een tijd van 3.06,79 versloegen ze de Jamaicaanse (zilver; 3.07,68) en de Dominicaanse (brons; 3.07,77) estafetteploegen.

## Titels
- Wereldkampioen 4 x 400 m estafette (indoor) - 2008

## Persoonlijke records
Outdoor
| Onderdeel | Prestatie | Datum        | Plaats       |
| --------- | --------- | ------------ | ------------ |
| 100 m     | 10,13 s   | 11 juli 2006 | Lausanne     |
| 200 m     | 20,24 s   | 25 juni 2006 | Indianapolis |
| 400 m     | 44,63 s   | 11 juli 2004 | Sacramento   |

Indoor
| Onderdeel | Prestatie | Datum         | Plaats       |
| --------- | --------- | ------------- | ------------ |
| 60 m      | 6,66 s    | 10 maart 2006 | Fayetteville |
| 200 m     | 20,46 s   | 10 maart 2006 | Fayetteville |
| 400 m     | 45,41 s   | 12 maart 2005 | Fayetteville |

## Palmares

### 4 x 400 m estafette
- 2008:  WK indoor - 3.06,79